# جواكين تك فانغ
جواكين تك فانغ (مواليد 23 سبتمبر 1946) هو مبارز بالسيف كوبي، مثّل بلاده في الألعاب الأولمبية الصيفية 1968.

## روابط رياضية
جواكين تك فانغ على موقع أوليمبيديا (الإنجليزية)